# Francis Meynieu
Francis Meynieu (født 9. januar 1953 i Bordeaux, Frankrig) er en tidligere fransk fodboldspiller (forsvarer).
Meynieu startede sin karriere hos Girondins Bordeaux i sin hjemby, hvor han spillede fra 1971 til 1980. Herefter skiftede han til Tours FC, som han repræsenterede de følgende tre sæsoner. Han spillede desuden én kamp for Frankrigs landshold, en venskabskamp mod Ungarn 22. maj 1976. Han var derudover en del af det franske U/23-landshold, der deltog ved OL i 1976 i Montreal.